# Абуль Фатх ан-Насір ад-Дайламі
Абуль Фатх ан-Насір ад-Дайламі (араб. أبو الفتح الناصر الديلمي; помер 1053) – імам зейдитської держави у Ємені від 1038 до 1053 року.

## Життєпис
Не був представником династії Рассідів. Він вів свій рід від Заїда бін аль-Хасана бін Алі, онука халіфа Алі. Народився та виріс у Дейлемані, що на південному узбережжі Каспійського моря. 1038 (або пізніше) він прибув до Ємену та проголосив імамат. 1046 року за допомогою хамданітів ад-Дайламі зумів захопити Сааду й Сану. Він мав намір поширити свою владу й на єменське високогір'я, призначивши своїх намісників та збираючи земельний податок і закят. 1047 року до ад-Дайламі приєднались кілька гірських кланів, у тому числі й емір Джафар, брат імама аль-Хусейна аль-Магді.
Утім, влада імама була досить хиткою. Невдовзі Джафар і вождь хамданітів залишили ад-Дайламі, й він знову втратив Сану. До того ж владі імама почала загрожувати шиїтська династія Сулайїдів, які почали завойовувати високогір'я. Абуль Фатх був змушений переїжджати з місця на місце, намагаючись знайти підтримку у мамелюцької династії Наджахідів з Забіда. 1053 (за іншими джерелами 1055) Сулайїди захопили імама та вбили його разом із 70 його послідовниками. Був похований у Радмані (нині – село у мухафазі Сана). Його могила була об'єктом шанування та паломництва.
З його теологічних праць можна відзначити два коранічні коментарі, а також добірку відповідей на богословські питання.